# فردوسی بوران
فردوسی بوران (نام علمی: Erythrina burana) نام یک گونه از سرده فردوسی است.